# 빛나 (가수)
빛나(B.NA, 1992년 1월 11일 ~ )는 대한민국의 2013년 미스코리아 전북 진(眞) 출신 가수이다. 걸 그룹 케이걸즈의 멤버로 활동중이다. 동생은 K팝스타 2 출신의 걸 그룹 틴트의 멤버 미림이다.

## 프로필
- 신체: 170cm, 47.5kg, 35-24-35
- 취미: 현대무용, 승마
- 특기: 피아노, 현대미술,요가
- 수상:  2013년 미스코리아 전북 진(眞)

## 학력 사항

### 경력 사항
- 2013년 노원구 자살예방 홍보대사
- 2014년 한국청소년육성연맹 홍보대사, 초록우산 어린이재단 홍보사절단, 착한 저작권 굿C 홍보대사
- 2015년 주중한국문화원 홍보대사

## 같이 보기
- 2013년 미스코리아